# Trädgårdsstormhatt
Trädgårdsstormhatt (Aconitum variegatum) är en ranunkelväxtart som beskrevs av Carl von Linné. I den svenska databasen Dyntaxa används istället namnet Aconitum × stoerkianum. Enligt Catalogue of Life ingår Trädgårdsstormhatt i släktet stormhattar och familjen ranunkelväxter, men enligt Dyntaxa är tillhörigheten istället släktet stormhattar och familjen ranunkelväxter. Arten är reproducerande i Sverige.

## Underarter
Arten delas in i följande underarter:
- A. v. cochleare
- A. v. cymbulatum
- A. v. nasutum
- A. v. paniculatum
- A. v. pyrenaicum
- A. v. valesiacum
- A. v. variegatum
- A. v. carniolicum
- A. v. stiriacum

## Bildgalleri

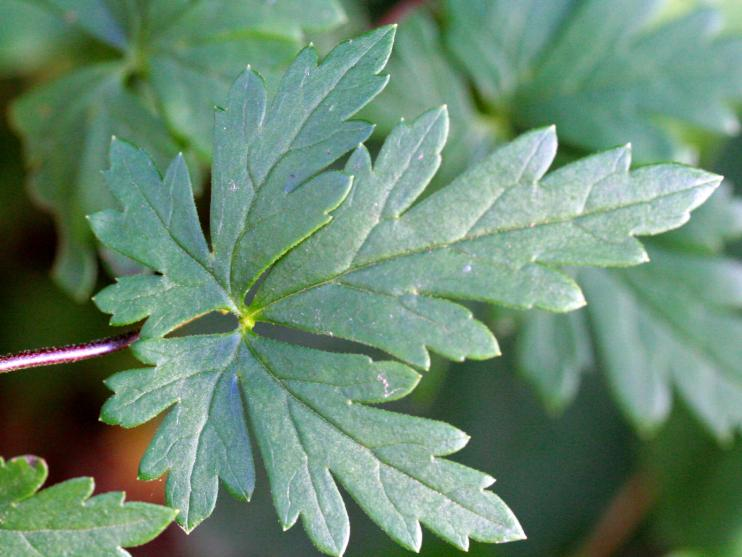
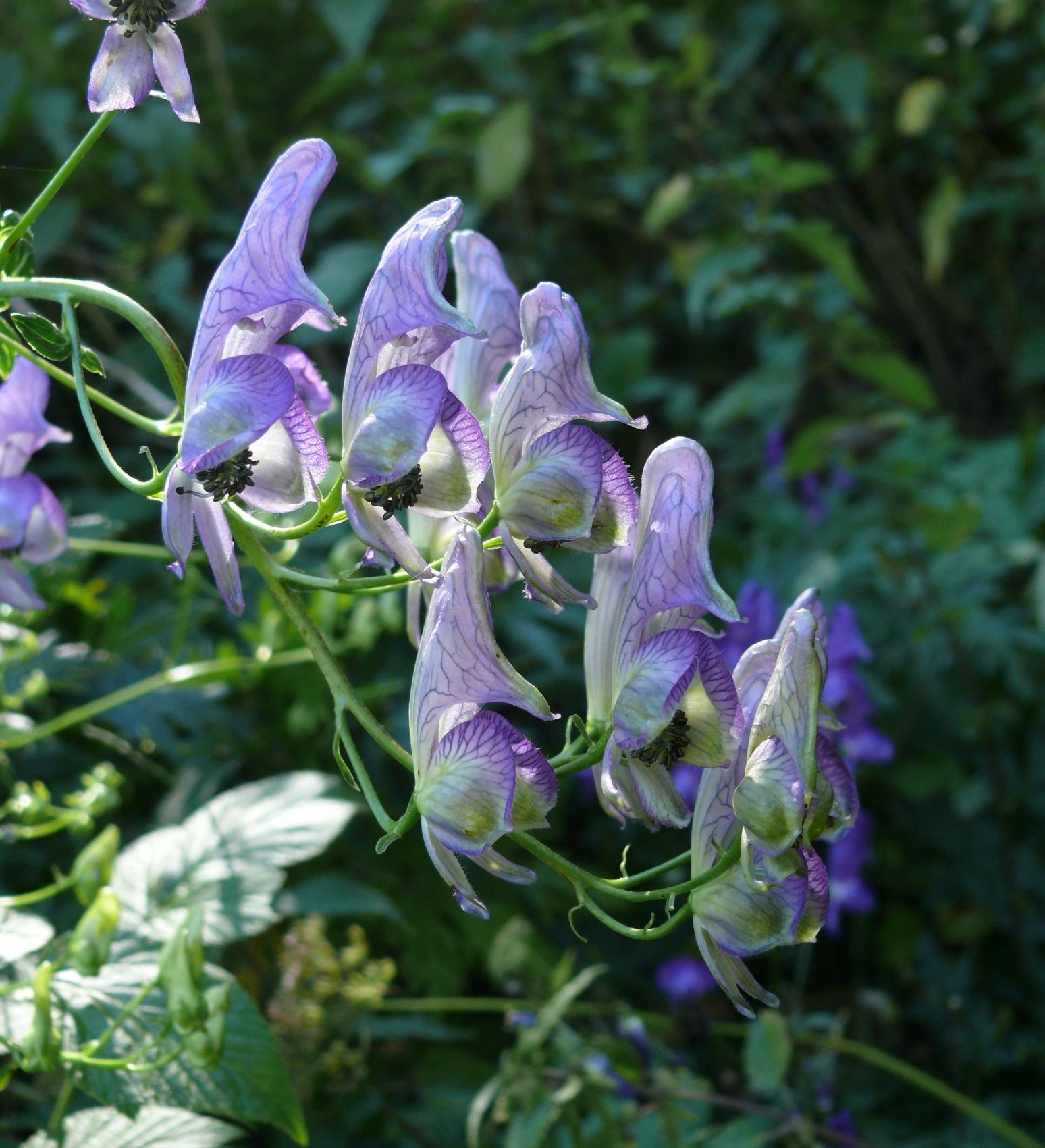